# QR Sagittae
QR Sagittae eller WR 124, är en ensam stjärna belägen i den mellersta delen av stjärnbilden Pilen. Den har en skenbar magnitud av ca 11,50 och kräver ett teleskop för att kunna observeras. Baserat på parallax enligt Gaia Data Release 3 på ca 0,157 mas, beräknas den befinna sig på ett avstånd på ca 21 000 ljusår (6 400 parsek) från solen. Den rör sig bort från solen med en heliocentrisk radialhastighet på ca 190 km/s.

## Observation

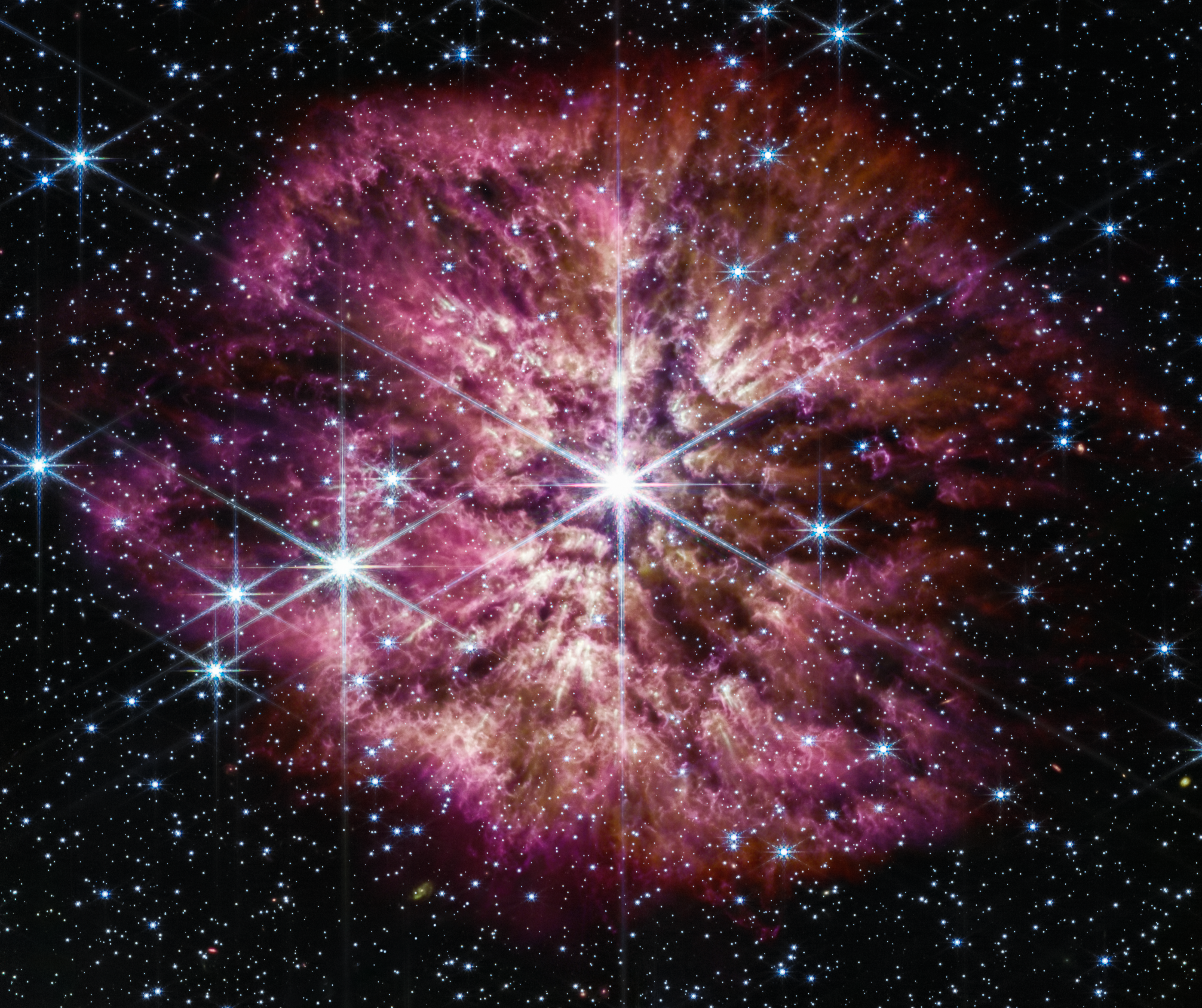
NIRCam och MIRI. Bild sammansatt av James Webb Space Telescope.

WR 124 är en Wolf-Rayet-stjärna omgiven av en ringnebulosa av utdrivet material som kallas M1-67. Den är en av de snabbaste flyktstjärnorna i Vintergatan med en radiell hastighet kring 200 km/s. Den upptäcktes av Paul W. Merrill 1938, identifierad som en Wolf-Rayet-stjärna med hög hastighet. Den är listad i General Catalogue of Variable Stars som QR Sagittae med en amplitud på 0,08 magnitud.
En studie från 2010 av WR 124 mätte direkta expansionshastigheten för M1-67-nebulosan, som drevs ut från stjärnan, med hjälp av kamerabilder från Hubble Space Telescope tagna med 11 års mellanrum, och jämförde den med expansionshastigheten uppmätt av nebulosans emissionslinjers Dopplerskifte. Detta gav ett avstånd på 3,35 kpc, vilket är mindre än tidigare studier, och den resulterande ljusstyrkan på 150 000 gånger solen är mycket lägre än tidigare beräknat. Ljusstyrkan är också lägre än resultat av modeller för en stjärna av denna spektralklass. Tidigare studier hade funnit avstånd på 5 kpc till 8,4 kpc, med motsvarande ljusstyrka på 338 000–1 000 000 gånger solens, som förväntat för en typisk WN8h som är en mycket ung stjärna som precis flyttat bort från huvudserien. Avståndet till WR 124 beräknat från parallaxen publicerad i Gaia Data Release 2 är 6 203 +1 621−1 123 parsek. Gaia Early Data Release 3 ger en liknande parallax, vilket skulle brtyda ett avstånd på 6 400 ± 500
parsek.

## Egenskaper

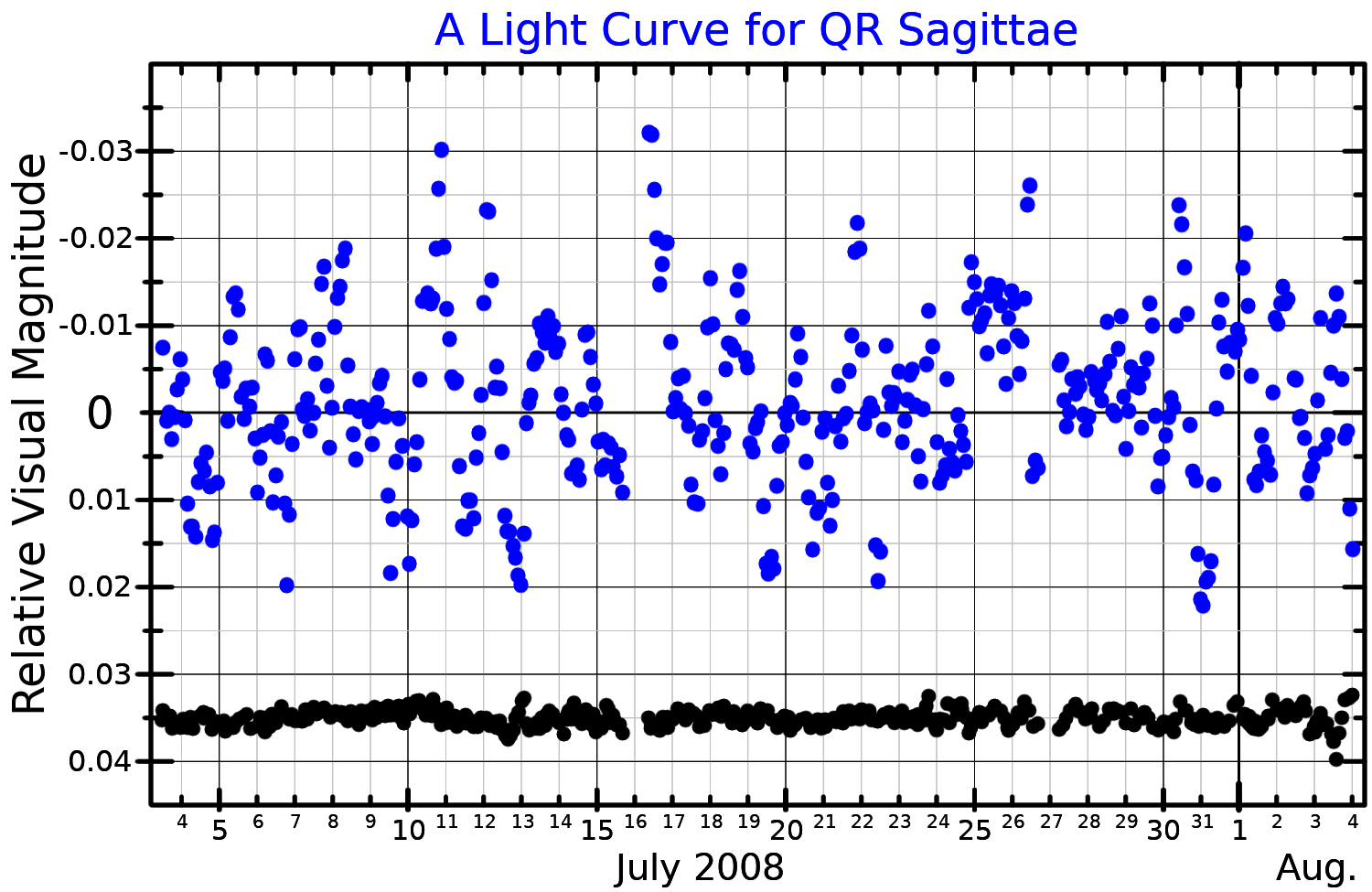
Ljuskurva av visuella bandet för QR Sagittae, anpassad från Weiss et al. (2014).) De blå punkterna visar styrkan på QR Sagittae, och de svarta punkterna visar styrkan på en stabil jämförelsestjärna i samma synfält.

QR Sagittae är en blå Wolf-Rayet-stjärna av spektralklass WN8h. Den har en massa som är ca 20 solmassor, en radie på ca 12 solradier och utsänder från dess fotosfär energi motsvarande 562 000 gånger solen vid en effektiv temperatur av ca 44 700 K.
WR 124 beräknas fortfarande ha cirka 15 procent väte med helium som det mesta av den återstående massan. En ung mycket massiv och ljusstark WN8h-stjärna skulle fortfarande ha kärnfusion av väte i dess kärna, men en mindre lysande och äldre stjärna skulle ha heliumfusion i kärnan. Resultatet av att modellera stjärnan enbart utifrån dess observerade egenskaper är en ljusstyrka på 1 000 000 gånger solens och en massa på 33 solmassor, vilket motsvarar en relativt ung stjärna med vätefusion på ett avstånd av cirka 8 kpc. I båda fallen har den bara några hundra tusen år kvar innan den exploderar som en supernova av typ Ib eller Ic.
Massförlusthastigheten är 10−5 - 10−4 solmassa per år, beroende på avståndet och egenskaperna som bestämts för stjärnan.

## Nebulosa

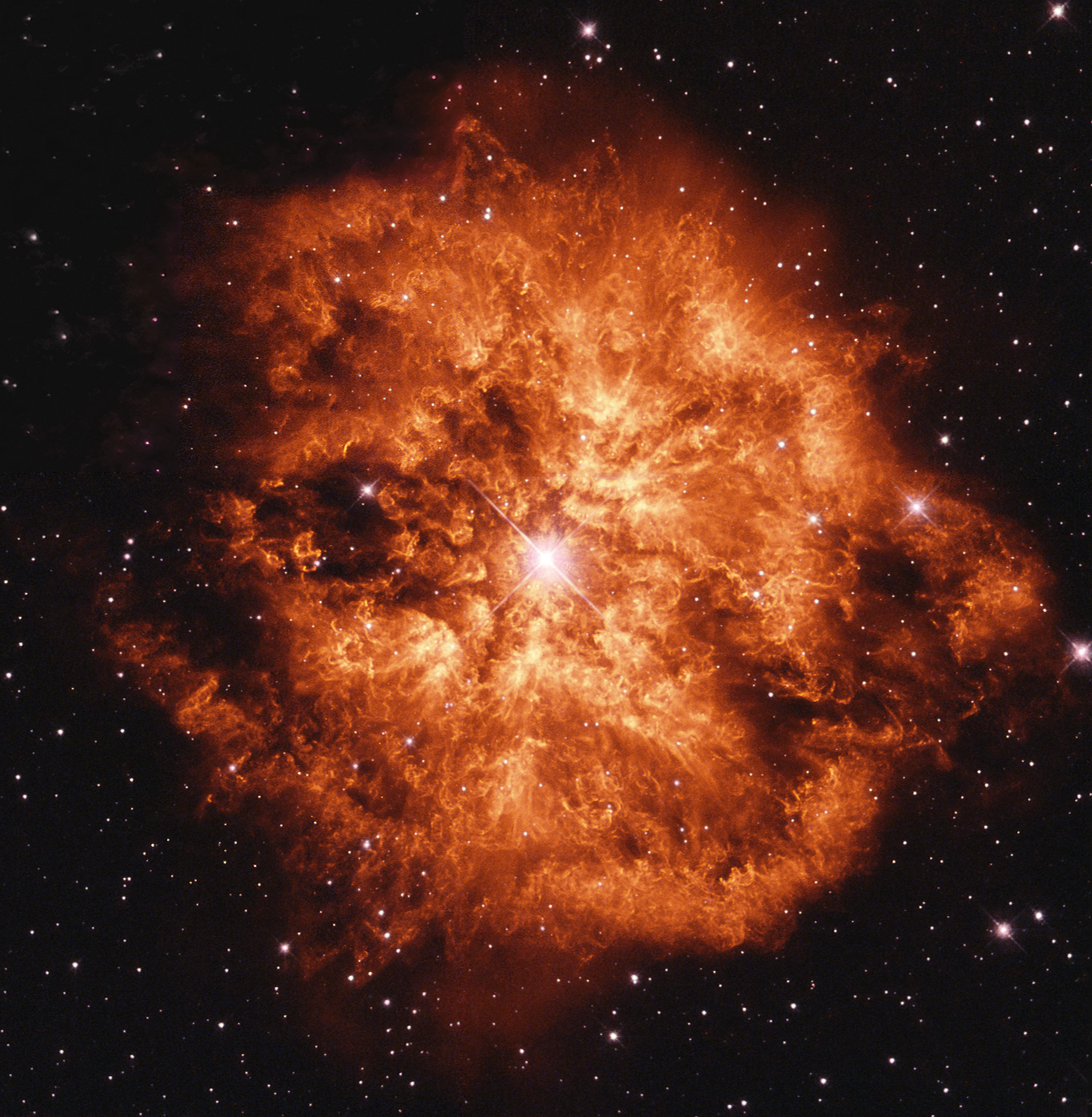
Hubble Space Telescope-bild av nebulosan M1-67 och WR 124 i dess mitt.

WR 124 är omgiven av en intensivt het nebulosa som bildas av stjärnans extrema stjärnvind. Nebulosan M1-67 expanderar med en hastighet av över 150 000 km/h och är nästan 6 ljusår i diameter, vilket leder till en dynamisk ålder på 20 000 år. M1-67 har liten inre struktur, även om stora materialklumpar har upptäckts, av vilka några har 30 gånger jordens massa och en utsträckning av upp till 150 miljarder km. Om de placeras i solsystemet, skulle en av dessa klumpar sträcka sig över avståndet från solen till Saturnus.